# Design culinaire
 (avril 2012).
Si vous disposez d'ouvrages ou d'articles de référence ou si vous connaissez des sites web de qualité traitant du thème abordé ici, merci de compléter l'article en donnant les références utiles à sa vérifiabilité et en les liant à la section « Notes et références ».
Le design culinaire, appelé aussi design alimentaire ou food design, est le design appliqué à « l'objet alimentaire ». 

## Histoire
Le mouvement est né en France en 1999 sous l'impulsion d'un professeur de matériaux de l'École d'art et de design de Reims, Marc Brétillot, qui voyait dans l'aliment un matériau de création comme un autre. 
Durant de nombreuses années, la pratique reste expérimentale et est enseignée, sans grand moyens comme une option facultative du cursus de design. Quelques élèves précurseurs rendront la pratique professionnelle en collaborant avec les secteurs des métiers de bouches comme Delphine Huguet, Germain Bourré, Julie Rothhahn. Ce n'est qu'en 2015 sous l'influence de la directrice Claire Peillod qu'ouvre le master Design & culinaire qui rendra la formation officielle avec un cursus reconnu par l'État français.